# 2400 Fulton Street
1987 márciusában jelent meg a Jefferson Airplane 2400 Fulton Street című válogatásalbuma. A cím az együttes „főhadiszállásának”, egy 1968-ban vásárolt épületnek a címére utal. A ház San Francisco Haight-Ashbury nevű negyedében található.
1990-ben jelent meg az album bővített, dupla CD-s kiadása, 2400 Fulton Street – The CD Collection címmel. Ezen további tizenegy dal hallható, valamint a máshol hozzáférhetetlen 1968-as Levis-reklám is felkerült rá. Akkoriban a Levi Strauss & Co. olyan farmernadrágokat dobott piacra, melyek a tengervíztől kifehéredtek. A White Levis márkanevű termékek több színben voltak kaphatók, és a nyugati parti szörfözők körében gyorsan népszerűvé váltak. Kézenfekvőnek tűnt, hogy a ruhákat a Jefferson Airplane White Rabbit című dalával reklámozzák. A Levi Strauss & Co. két rövid rádióreklámot készített, amit az egész országban sugároztak.

## Az album dalai

### Első oldal (Beginnings)
1. It’s No Secret (Marty Balin) – 2:39 (Jefferson Airplane Takes Off)
2. Come Up the Years (Marty Balin/Paul Kantner) – 2:32 (Jefferson Airplane Takes Off)
3. My Best Friend (Skip Spence) – 3:02 (Surrealistic Pillow)
4. Somebody to Love (Darby Slick/Grace Slick) – 2:59 (Surrealistic Pillow)
5. Comin’ Back to Me (Marty Balin) – 5:22 (Surrealistic Pillow)
6. Embryonic Journey (Jorma Kaukonen) – 1:54 (Surrealistic Pillow)
7. She Has Funy Cars (Marty Balin/Jorma Kaukonen) – 3:10 (Surrealistic Pillow)
8. Let’s Get Together (Chet Powers) – 3:36 (Jefferson Airplane Takes Off)
9. Blues from an Airplane (Marty Balin/Skip Spence) – 2:03 (Jefferson Airplane Takes Off)
10. J.P.P. McStep B. Blues (Skip Spence) – 2:47 (Early Flight)

### Második oldal (Psychedelia)
1. Plastic Fantastic Lover (Marty Balin) – 2:37 (Surrealistic Pillow)
2. Wild Tyme (Paul Kantner) – 3:08 (After Bathing at Baxter’s)
3. The Ballad of You and Me and Pooneil (Paul Kantner) – 4:36 (After Bathing at Baxter’s)
4. A Small Package of Value Will Come to You, Shortly (Spencer Dryden/Gary Blackman/Bill Thompson) – 1:32 (After Bathing at Baxter’s)
5. White Rabbit (Grace Slick) – 2:34 (Surrealistic Pillow)
6. Won’t You Try/Saturday Afternoon (Paul Kantner) – 5:04 (After Bathing at Baxter’s)
7. Lather (Grace Slick) – 2:58 (Crown of Creation)
8. Fat Angel (Donovan) – 7:39 (Bless Its Pointed Little Head)
9. The Last Wall of the Castle (Jorma Kaukonen) – 2:44 (After Bathing at Baxter’s)
10. Greasy Heart (Grace Slick) – 3:24 (Crown of Creation)

### Harmadik oldal (Revolution)
1. We Can Be Together (Paul Kantner) – 5:50 (Volunteers)
2. Crown of Creation (Paul Kantner) – 2:54 (Crown of Creation)
3. Mexico (Grace Slick) – 1:52 (kislemez, Early Flight)
4. Wooden Ships (David Crosby/Paul Kantner/Stephen Stills) – 6:23 (Volunteers)
5. reJoyce (Grace Slick) – 4:02 (After Bathing at Baxter’s)
6. Volunteers (Live) (Marty Balin/Paul Kantner) – 3:05 (Woodstock)
7. Have You Seen the Saucers? (Paul Kantner) – 3:40 (kislemez, Early Flight)
8. Eat Starch Mom (Grace Slick/Jorma Kaukonen) – 4:34 (Long John Silver)

### Negyedik oldal (Airplane Parts)
1. Pretty as You Feel (Joey Covington/Jack Casady/Jorma Kaukonen) – 4:30 (Bark)
2. Martha (Paul Kantner) – 3:26 (After Bathing at Baxter’s)
3. Today (Marty Balin/Paul Kantner) – 3:01 (Surrealistic Pillow)
4. Triad (David Crosby) – 4:56 (Crown of Creation)
5. Third Week in the Chelsea (Jorma Kaukonen) – 4:35 (Bark)
6. Good Shepherd (tradicionális, Jorma Kaukonen feldolgozása) – 4:26 (Volunteers)
7. Eskimo Blue Day (Grace Slick/Paul Kantner) – 6:29 (Volunteers)
8. The Levi Commercials – 1:44

## Közreműködők
- A közreműködők listája megtekinthető az albumokat bemutató cikkekben.